# Ga Hương Thủy
Ga Hương Thủy là một nhà ga xe lửa tại thị xã Hương Thủy, tỉnh Huế. Nhà ga là một điểm của đường sắt Bắc - Nam và nối với ga Huế với ga Truồi.

## Các tuyến
- Đường sắt Bắc Nam